# 잔웨이위안
잔웨이위안(중국어 정체자: 詹為元, 병음: Zhān Wéiyuán, 한자음: 첨위원, 1983년 7월 29일 ~ )은 중화민국의 정치인이다. 2023년 타이베이시 제3선거구의 시의원으로 당선된다.

## 학력
- 국립 지난 국제대학 공공행정및정책 학과
- 국립 정치 대학 동아시아연구소 석사

## 같이 보기
- 중국국민당